# Live Licks
Live Licks is een dubbelalbum van The Rolling Stones uit 2004 met hierop liveopnames van hun 40 licks-wereldtournee. Op het album zijn zowel de grootste hits van de Engelse band als enkele minder bekende nummers terug te vinden. Live Licks is het zevende, officiële livealbum van de Stones.

## Geschiedenis
Na afloop van de 40 Licks-tournee besloten de Stones een livealbum uit te geven dat niet alleen de bekende nummers herbergde, maar ook ruimte bood aan minder bekende nummers en covers. Gastoptredens zijn er van Sheryl Crow op "Honky Tonk Women" en soullegende Solomon Burke op "Everybody Needs Somebody to Love".
In november 2004 kwam het dubbelalbum uit en mocht zich verheugen op merendeels positieve kritieken. Volgens sommige recensenten was dit album dat de band afleverde het beste sinds het veelgeprezen Get Yer Ya-Ya's Out!, uit 1970. Live Licks piekte op nummer 38 op de albumlijst in Groot-Brittannië en op nummer 50 op de Amerikaanse lijst. In Nederland bereikte het album een dertiende plaats in de Album Top 100.

## Nummers
Alle nummers geschreven door Mick Jagger en Keith Richards, tenzij anders aangegeven.

### Cd 1
1. Brown Sugar – 3:50
2. Street Fighting Man – 3:43
3. Paint It, Black – 3:45
4. You Can't Always Get What You Want – 6:46
5. Start Me Up – 4:02
6. It's Only Rock 'n Roll (But I Like It) – 4:54
7. Angie – 3:29
8. Honky Tonk Women – 3:24
  - Met Sheryl Crow
9. Happy – 3:38
10. Gimme Shelter – 6:50
11. (I Can't Get No) Satisfaction – 4:55

### Cd 2
1. Neighbours – 3:41
2. Monkey Man – 3:41
3. Rocks Off – 3:42
4. Can't You Hear Me Knocking – 10:02
5. That's How Strong My Love Is (Roosevelt Jamison) – 4:45
6. The Nearness of You (Hoagy Carmichael/Ned Washington) – 4:34
7. Beast of Burden – 4:09
8. When the Whip Comes Down – 4:28
9. Rock Me Baby (B.B. King/Joe Bihari) – 3:50
10. You Don't Have to Mean It – 4:35
11. Worried About You – 6:01
12. Everybody Needs Somebody to Love (Solomon Burke/Jerry Wexler/Bert Russell) – 6:35
  - Met Solomon Burke
13. If You Can't Rock Me (Japanse bonustrack)

## Hitlijsten
Album
| Jaar | Hitlijstt                     | Notering |
| ---- | ----------------------------- | -------- |
| 2004 | Official Albums Chart Top 100 | 38       |
| 2004 | Billboard 200                 | 50       |

### Wereldwijde hitlijsten
| Land                | Hoogste notering |
| ------------------- | ---------------- |
| Argentinië          | 5                |
| Duitsland           | 9                |
| Griekenland         | 9                |
| Oostenrijk          | 13               |
| Zweden              | 16               |
| Nederland           | 19               |
| Japan               | 19               |
| Zwitserland         | 21               |
| Portugal            | 27               |
| België              | 31               |
| Italië              | 34               |
| Verenigd Koninkrijk | 38               |
| Frankrijk           | 38               |
| Noorwegen           | 38               |
| Denemarken          | 42               |
| Verenigde Staten    | 50               |
| Spanje              | 52               |
| Canada              | 80               |